# Idolina Moguel Contreras
Idolina Moguel Contreras (Oaxaca de Juárez, Oaxaca, 6 de agosto de 1932) es una política y académica mexicana, miembro del Partido Revolucionario Institucional (PRI). Ha sido senadora por su estado de 1988 a 1994.

## Biografía
Es profesora egresada de la Escuela Normal de Maestros, y tiene una especialidad en Lengua y Literatura Españolas por la Escuela Normal Superior obtenida con la tesis «La reforma de la educación secundaria». Además cuenta con un doctorado en Pedagogía en la misma institución y un segundo en Lingüística Hispánica por El Colegio de México.
Ejerció la docencia en primaria, secundaria y preparatoria de 1951 a 1974 y de 1973 a 1964 en la Escuela Normal Superior. Fue de forma posterior investigadora en el Centro para el Estudio de Medios y Procedimientos Avanzados de la Educación de 1974 a 1976, en la BBC de Londres en 1979, en la Universidad de Puerto Rico en Río Piedras en 1980 y en la Universidad Complutense en 1982.
Ha ocupado los cargos de jefa de enseñanza de español en escuelas secundarias de 1965 a 1970, subdirectora de las secundarias 111 y 91 de 1968 a 1971, subjefa del departamento de Escuelas Preparatorias Incorporadas de 1970 a 1972, secretaria general del Consejo Nacional Técnico de la Educación de 1972 a 1976, directora general de Capacitación y Mejoramiento Profesional del Magisterio de 1977 a 1979, y directora general de Materiales Didácticos y Culturales de 1979 a 1982.
En 1988 fue postulada candidata del PRI a senadora por su estado en primera fórmula, siendo elegida para las Legislaturas LIV y LV, de ése año a 1994. Al termina dicho cargo, fue subsecretaria de Educación Elemental de la Secretaría de Educación Pública de 1994 a 1998, siendo secretarios del ramo Fausto Alzati y Miguel Limón Rojas en el gobierno del presidente Ernesto Zedillo.